# Jude Deveraux
Œuvres principales
- Vint un chevalier
- la série de velours

Jude Deveraux, née Jude Gilliam le 20 septembre 1947 à Fairdale, Kentucky, est une écrivaine américaine de romances historiques. Elle a publié plus de 40 romans dont plusieurs figurent sur la New York Times Best Sellers list.

## Biographie
Jude Deveraux est l'aînée d'une famille nombreuse de cinq enfants, dont quatre garçons,. Elle fait ses études à la Murray State University située dans le Kentucky et obtient en 1970 un diplôme en Art,. Elle enseigne au CM2 avant de se consacrer à l'écriture de manière professionnelle, après la sortie de son premier roman, en 1977. 
En 1967, Jude Deveraux se marie et prend le nom de son mari : White. Quatre ans plus tard, elle divorce. En 1997, à cinquante ans, elle se remarie avec Claude Montassir. Ensemble, ils adoptent un fils, Sam Alexander Montassir. Elle divorce une nouvelle fois et son fils meurt à l'âge de huit ans dans un accident de la route le 6 octobre 2005.
Sur son site internet, Jude Deveraux indique qu'elle est passionnée par la boxe mais aussi plus récemment par les voyages : elle aime tout particulièrement les croisières qui facilitent son travail d'écriture. La romancière a habité dans de nombreux pays ainsi que dans différentes villes des États-Unis d'Amérique. Elle réside actuellement en Floride et possède une maison en Italie.

## Regards sur l'Œuvre

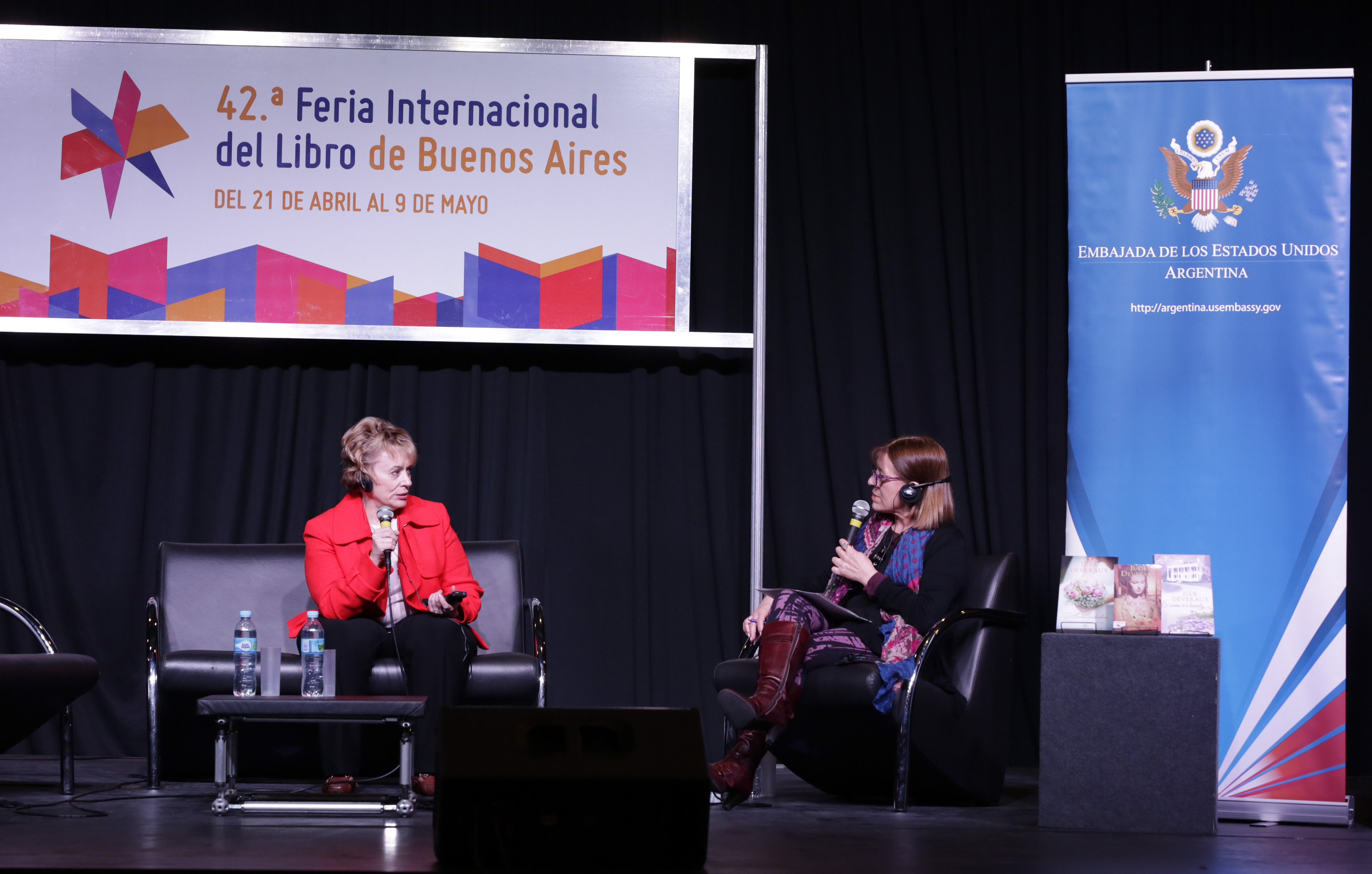
La romancière Jude Deveraux, à la foire du livre 2016 de Buenos Aires en Argentine.

Elle commence à écrire en 1976 sous le pseudonyme de « Jude Deveraux » et son premier roman, Le pays enchanté, est publié en 1977.
Ses romans d'amour historiques se caractérisent généralement par des héroïnes fortes et décidées. Bien qu'elle soit surtout connue pour ses romances historiques se déroulant durant la période médiévale, elle écrit également des histoires situées à différentes époques (Nouveau-Mexique au XIXe siècle, Angleterre etc.) et même dans un pays imaginaire : la Lanconie. Une grande partie de ses livres suivent une même famille, comme les Montgomery, à travers le temps et sur des continents différents, amenant les fans à créer eux-mêmes un arbre généalogique commun à ces romans. La famille Taggert est aussi une série prééminente dans ses écrits.
L'une de ses romances les plus célèbres est Vint un chevalier (surnommé KISA ou AKISA par les fans anglophones). Elle contribue au lancement du genre « Voyage dans le temps » dans la romance.
Son roman L'Homme au masque a fait l'objet d'un hommage aux États-Unis par la société Mattel. En 2001, elle a commercialisé dans sa gamme limitée « Barbie de collection » le couple du roman, Alexander Montgomery et Jessica Taggert, sous la forme de Barbie et Ken.
Ses derniers romans se situent à l'époque contemporaine et certains d'entre eux comprennent une intrigue paranormale.

## Prix et récompenses
Elle a reçu le Romantic Times Pioneer Award en 2013 pour l'ensemble de sa carrière.

### Romans uniques
- Le pays enchanté, J'ai lu, 1993 ((en) The Enchanted Land, 1978)
- (en) Casa Grande, 1982Inédit à ce jour en France.
- (en) Remembrance, 1994Inédit à ce jour en France.
- (en) Legend, 1996Inédit à ce jour en France.
- (en) An Angel for Emily, 1998Inédit à ce jour en France.
- Échange de bons procédés, J'ai lu, 2000 ((en) The Blessing, 1998)
- Victoria l'insoumise, J'ai lu, 2002 ((en) Temptation, 2000)
- (en) The Mulberry Tree, 2002Inédit à ce jour en France.
- (en) Wild Orchids, 2003Inédit à ce jour en France.
- (en) Secrets, 2008Inédit à ce jour en France.
- (en) The end of summer, 2011Inédit à ce jour en France.

### La Famille Montgomery

#### Au commencement
- Le lion noir, J'ai lu, 2021 ((en) The Black Lyon, 1980)
- Duel de femmes, J'ai lu, 1993 ((en) The Maiden, 1988)

#### Série De Velours
Elle concerne 4 frères, chacun dans un livre.
- Les yeux de velours, J'ai lu, 1991 ((en) The Velvet Promise, 1981)
- Un teint de velours, J'ai lu, 1991 ((en) Highland Velvet, 1982)
- Une mélodie de velours, J'ai lu, 1991 ((en) Velvet Song, 1983)
- Un ange de velours, J'ai lu, 1991 ((en) Velvet Angel, 1983)

#### Moyen Âge
- La fausse héritière, J'ai lu, 1997 ((en) The Heiress, 1995)

#### Période coloniale
- L'Homme au masque, J'ai lu, 1993 ((en) The Raider, 1987)

#### Dix-neuvième Siècle

##### Amérique
- Les entraves de l'amour, J'ai lu, 1996 ((en) Mountain Laurel, 1990)
- La tentatrice, J'ai lu, 1995 ((en) The Temptress, 1986)
- Un mari par procuration, J'ai lu, 1994 ((en) Eternity, 1992)
- (en) Wishes, 1989Inédit à ce jour en France.

##### Royaume-Uni
- La duchesse infidèle, J'ai lu, 1994 ((en) The Duchess, 1991)

#### Vingtième Siècle
- L'éveil d'Amanda, J'ai lu, 1995 ((en) The Awakening, 1988)
- Princesse sans trône, J'ai lu, 1996 ((en) The Princess, 1987)
- Vint un chevalier, France Loisirs, 1991 ((en) A Knight in Shining Armor, 1989)
- La patience récompensée, J'ai lu, 1995 ((en) The Invitation, 1994)

#### Contemporain
- Une coupable idéale, J'ai lu, 2001 ((en) High Tide, 1999)
- (en) Someone to Love, 2007Inédit à ce jour en France.

#### Série Forever
- Pour toujours, J'ai lu, 2007 ((en) Forever, 2002)
- (en) Forever and Always, 2003Inédit à ce jour en France.
- (en) Always, 2004Inédit à ce jour en France.

Note: Ces 3 livres suivent le même personnage : Darci Montgomery.

### Les dames de Virginie
- (en) Sweetbriar, 1983Inédit à ce jour en France.
- Kidnappée par erreur, J'ai lu, 1992 ((en) Counterfeit Lady, 1984)
- La fiancée délaissée, J'ai lu, 1992 ((en) Lost Lady, 1985)
- Mariage forcé, J'ai lu, 1992 ((en) River Lady, 1985)

### Les Taggert
- La Princesse de glace, France Loisirs, 1987 ((en) Twin of Ice, 1985)
- La princesse de feu, France Loisirs, 1988 ((en) Twin of Fire, 1985)
- Entre ses mains, J'ai lu, 1993 ((en) Sweet Liar, 1992)
- (en) Simple Gifts: Four Heartwarming Christmas Stories, 1998Inédit à ce jour en France.
- Accords parfaits, J'ai lu, 1995 ((en) Matchmakers, A perfect arrangement, 1994)
- (en) A gift of Love, 1995Inédit à ce jour en France.
- (en) Holly, 2003Inédit à ce jour en France.

### Famille Peregrine
- La brute apprivoisée, J'ai lu, 1996 ((en) The Taming, 1989)
- Troublante écuyère, J'ai lu, 1997 ((en) The Conquest, 1991)

### Edilean
- (en) Lavender morning, 2009Inédit à ce jour en France.
- (en) Days of gold, 2009Inédit à ce jour en France.
- (en) Scarlet nights, 2010Inédit à ce jour en France.
- (en) Promises, 2010Inédit à ce jour en France.
- (en) The scent of Jasmines, 2010Inédit à ce jour en France.
- (en) Heartwiwhes, 2011Inédit à ce jour en France.
- (en) Moonlight in the morning, 2011Inédit à ce jour en France.

### Edenton
- (en) First Impressions, 2005Inédit à ce jour en France.
- (en) Carolina Isle, 2006Inédit à ce jour en France.

### Summerhouse
- (en) The Summerhouse, 2001Inédit à ce jour en France.
- (en) Return to Summerhouse, 2008Inédit à ce jour en France.

### Mariage à Nantucket
- Un amour vrai, AdA, 2018 ((en) True love, 2016)
- Pour toujours, AdA, 2018 ((en) Forever, 2014)
- A tout jamais, AdA, 2018 ((en) Ever after, 2015)